# Escarrilla
Escarrilla ist ein spanischer Ort in der Provinz Huesca der Autonomen Gemeinschaft Aragonien, der zur Gemeinde Sallent de Gállego gehört. Das Dorf auf circa 1120 Meter Höhe liegt circa sechs Kilometer südlich von Sallent de Gállego und hatte im Jahr 2019 197 Einwohner.
Der Ort liegt am Fluss Escarra zwischen zwei Stauseen. 